# Go-motion
La Go-motion è una tecnica di animazione inventata agli inizi degli anni '80 dalla Industrial Light & Magic.

## Tecnica
La tecnica è stata creata come evoluzione della stop-motion per ovviare ai difetti di scattosità nell'immagine presente durante i rapidi movimenti, ciò avviene in quanto l'oggetto ripreso in ogni singolo fotogramma della sequenza è immobile ogni volta che viene fotografato, mancando della "scia" che caratterizza il movimento ripreso nella frazione di tempo in cui l'otturatore è aperto. In tale tecnica durante "lo scatto" gli oggetti vengono spostati grazie a tecniche elaborate dai computer.
La Go-motion fu creata da Phil Tippett e George Lucas, insieme alla ILM, per il film di quest'ultimo intitolato L'Impero colpisce ancora, anche se spesso il film del 1981 Il drago del lago di fuoco viene erroneamente accreditato come il primo film a fare uso di tale tecnica.
La tecnica non ha avuto molto successo in quanto successivamente si sono preferiti effetti in computer grafica.

## Altri metodi per creare la fluidità del movimento
- Con la vaselina, cospargendo l'obiettivo con tale unguento, si rende il fotogramma sfocato dando l'idea del movimento. Tecnica utilizzata nella versione originale di Guerre stellari e per animare l'endoscheletro di Terminator.

- Urtare leggermente il modello che si vuole utilizzare nel fotogramma, producendo una leggera sfocatura, ma è facile sbagliare e utilizzare troppa forza.

- Scuotere le componenti accessorie come il tavolo o la macchina da presa, la sfocatura ottenuta durante l'acquisizione è molto realistica. Tecnica utilizzata da Phil Tippett per alcune creature in L'Impero colpisce ancora e RoboCop e dalla Aardman animations per l'inseguimento in treno in Wallace & Gromit: I pantaloni sbagliati e anche nell'inseguimento di Lorry in Wallace & Gromit: Una tosatura perfetta.